# Nikon (patriarcha)
Nikon, rusky Ни́кон, vlastním jménem Nikita Minin, rusky Никита Минин (7. května 1605 – 17. srpna 1681, Jaroslavl) byl pravoslavný duchovní, šestý patriarcha moskevský a celé Rusi, církevní reformátor. Dostal se do sporu s carem Alexejem I. Michajlovičem a způsobil tak rozkol v Ruské pravoslavné církvi (rozkolnictví).

## Život
Narodil se jako syn rolníka. Kvůli sporům s nevlastní matkou odešel do kláštera, kde získal vzdělání. Po otcově smrti se oženil a stal se knězem v Moskvě. Když však zemřely všechny tři jeho narozené děti, pochopil to jako boží výzvu, poslal ženu do kláštera a sám se, ve svých třiceti letech, stal rovněž mnichem.
Mnišský postřih přijal roku 1635 v Anzerské poustevně svaté Trojice na Anzerském ostrově, po 4 letech však odtud musel pro neshody s představeným Eleazarem Anzerským odejít. V Kožeozerském klášteře se roku 1643 stal převorem. V roce 1646 přijel do Moskvy, aby se, dle tehdejšího zvyku, představil caru Alexejovi I. Ten v Nikitovi našel zalíbení a ponechal si ho v Moskvě jako svého důvěrníka.
V roce 1648 byl jmenován metropolitou v Novgorodě. Již zde zahájil mnohé reformy v církevní bohoslužbě, které byly přijaty v celém pravoslaví. Jeho kritika řady novgorodských osobností ho ovšem znepřátelila s místním obyvatelstvem, které si vynutilo jeho odvolání. Přesto mnich nepozbyl carovy přízně a v roce 1652 byl zvolen patriarchou, hlavou celé ruské pravoslavné církve. Ani zde se však nevyhnul prudkým sporům. Nikon se nejprve pokusil pozměnit některé církevní zvyky, přičemž se odvolával na jejich původnější, byzantskou podobu (pravoslaví má kořeny v Byzantské říši). Tyto reformy se mu podařilo prosadit na dvou synodách (1654 a 1656). Část pravoslavných kněží pod vedením protopopa Avvakuma se však jeho reformě odmítla podřídit, což vedlo k církevnímu rozkolu a odštěpení skupiny starověrců. Poté Nikon začal usilovat též o rozšíření pravomocí patriarchy do světské oblasti, a dokonce chtěl nadřadit post patriarchy carovi, po vzoru západního papežství. To však vyvolalo prudký odpor a protitlak cara Alexeje.
V roce 1658 Nikon pod tlakem rezignoval na post patriarchy, nicméně carovi to nestačilo a Nikon se musel hájit u soudu. To vyvolalo rozruch v celé východní církvi, což cara nakonec přinutilo k nesmiřitelnému postoji: 13. prosince 1666 byl Nikon, rozhodnutím synodu, zbaven všech církevních hodností a uvězněn v Bělozerském Ferapontově klášteře. Dle tradice se s ním car Alexej těsně před svou smrtí údajně smířil, ale skutečností je, že po carově smrti se Nikonova pozice ještě zhoršila a byl uvržen do těžšího žaláře v Kirillo-Bělozerském klášteře. Zde byl vězněn až do roku 1681, kdy dostal milost od cara Fjodora III. Alexejeviče. Zemřel u Jaroslavle na zpáteční cestě do Voskresenského kláštera v Moskvě.